# Мировяне
Миро̀вяне е село в Западна България. То се намира в Столичната община, област София. Според преданията наименованието на селото произлиза от името на някогашния местен чифликчия Яне Миров.

## География
Мировяне е едно от селищата, създадени преди много години върху дъното на голямо бивше езеро, което се е намирало в пределите на Софийското поле. Селото е разположено в Западна България. Географската му ширина е 42,783° северна, а географската дължина е 23,3° източна. Надморско равнище — от 500 до 699 м. Според данни от Националния статистически институт териториалната площ на това населено място е 10,304 км2.
Поради непосредствената си близост до столицата на България – гр. София (около 12 км разстояние), селото сменя статута си и се води квартал на София (община Столична).
По данни на НСИ към 1 януари 2007 г., населението на кв. Мировяне наброява 1534 жители. Жилищната територия е застроена с едно- и двуфамилни къщи с прилежащи дворове. Пощенският код на квартала е 1289.

## Културни и природни забележителности
В центъра на кв. Мировяне се намира източноправославната църква „Света Троица“, построена през 1871 г. В същата година църквата е изписана от Михаил и Христо Благоеви.
В близост до парка се вижда и запазената плоча на тракийска надгробна могила.

## Редовни събития и мероприятия
Всяка година на втория ден на Великден читалището в с. Мировяне организира празник на площада, където се дава агнешки курбан за здраве и благополучие на населението. Разиграването на безплатна великденска томбола дава на печелившите награда живо агне, бъчва вино и великденски козунак.

## Транспортни връзки
Налице са два маршрута, свързани със столичния кв. Мировяне. Първата възможност е по Околовръстното шосе. Вторият маршрут е през центъра на София: минава се покрай Централна гара, продължава се по пътя за търговската база „Илиянци“, след това през кв. Требич и се пристига в кв. Мировяне. Селището е разположено от двете страни на Мировско шосе.
Селото се обслужва от две автобусни линии: № 26 и № 29.

## Личности
- Село Мировяне е родното място на футболния треньор Димитър Пенев (р. 12 юли 1945 г.), наричан Стратега от Мировяне, извел българския национален отбор по футбол до четвъртото място на Световното първенство в САЩ през 1994 г. В покрайнините на Мировяне е разположен стадион „Димитър Пенев“.
- В Мировяне е роден и Димитър Захариев — известен български волейболист.

## Други

### Галерия
- Снимки от с. Мировяне
- Паркът в центъра на селото
- Църква „Света Троица“
- Читалище „Христо Ботев“ и пощенският клон